# José Luis Pérez Ráez
José Luis Pérez Ráez (Madrid, 10 de septiembre de 1948) es un abogado y político español, miembro del Partido Socialista Obrero Español. Fue alcalde de Leganés desde 1991 hasta 2007, y presidente de la Federación de Municipios de Madrid entre 1999 y 2003.

## Biografía
Estudió en el colegio de la Inmaculada y posteriormente se licenció en Derecho por la Universidad Complutense de Madrid. Trabajó durante algún tiempo como abogado laboralista para la Unión Sindical Obrera y como letrado consistorial del Ayuntamiento de Madrid, en tiempos de Enrique Tierno Galván. 
En 1981 se afilió al Partido Socialista de Madrid (PSM) y en 1983 formó parte de las listas municipales a la alcaldía de Leganés, su ciudad de residencia, donde salió elegido concejal. Durante el mandato de Fernando Abad Bécquer ejerció como primer teniente de Alcalde y concejal delegado de Cultura. Fue además secretario general de la agrupación municipal del PSOE. En ese tiempo estaba vinculado al sector leguinista.
En 1991, la dirección del PSM nombró a Pérez Ráez como su candidato para la alcaldía de Leganés, mientras que Fernando Abad, contrario a la decisión porque pretendía revalidar el cargo, pasó a formar parte de la lista electoral en la Asamblea de Madrid. Permaneció como alcalde de Leganés durante dieciséis años, desde 1991 hasta 2007. Después de abandonar la alcaldía, fue incluido por Rafael Simancas en la lista electoral para la Asamblea de Madrid y fue diputado autonómico en la VIII legislatura.
Entre 1999 y 2003 ejerció la presidencia de la Federación de Municipios de Madrid.

### Alcaldía de Leganés (1991-2007)
José Luis Pérez Ráez ha sido alcalde de Leganés durante dieciséis años, desde 1991 hasta 2007, siendo el regidor que más tiempo ha permanecido al frente del consistorio desde la restauración de la democracia. Fue elegido por mayoría absoluta en las elecciones de 1991 y revalidó el cargo en las municipales de 1995, 1999 y 2003. En dos mandatos (1995-1999 y 2003-2007) el PSM gobernó en coalición con Izquierda Unida, mientras que en el resto lo hizo en solitario. 
Su mandato se caracterizó por la integración urbana de las antiguas zonas militares que dividían la ciudad. La más importante fue la inauguración en 1999 de la Escuela Politécnica Superior de la Universidad Carlos III de Madrid, sobre unos terrenos que pertenecieron al Ejército de Tierra y que habían sido transferidos en 1988. El Cuartel de las Reales Guardias Valonas, diseñado en 1775 por Francisco Sabatini, fue rehabilitado para acoger la sede del rectorado. Además, las distintas instalaciones quedaron rodeadas por un campus integrado en la propia ciudad. Otro logro fue el desmantelamiento en 2002 de las vías militares de Campamento-Leganés, que hasta entonces dividían el barrio de San Nicasio. El trazado fue soterrado y sobre él se levantó un bulevar, conocido como «paseo de Paquita Gallego».
Leganés vio ampliada su población a través de un nuevo Plan General de Ordenación Urbana que conllevó la construcción de barrios y viviendas, muchas de ellas a través de la Empresa Municipal del Suelo (Emsule), así como la remodelación de los bloques erigidos en los años 1970. Durante su alcaldía se inauguraron los barrios de Derechos Humanos, Leganés Norte, Campo de Tiro, Valdepelayos y Arroyo Culebro. También hubo una reforma integral de la avenida Rey Juan Carlos, que conecta a la ciudad con Villaverde, y una mejora generalizada de la movilidad mediante la construcción de rotondas y la peatonalización del centro. En abril de 2003 se produjo la inauguración de la Línea 12 de Metro de Madrid, donde Leganés cuenta con seis estaciones.
En el mandato de Pérez Ráez se inauguraron instalaciones como el pabellón deportivo Europa (1994), la plaza de toros Cubierta de Leganés (1997) y el Estadio Municipal de Butarque (1998). El ayuntamiento aprovechó los terrenos del antiguo campo de fútbol, situados en el corazón de la ciudad, para construir la plaza Mayor de Leganés y la actual casa consistorial. En frente se encuentra el edificio histórico del Hospital Psiquiátrico, cuyo entorno fue rehabilitado y transformado por la Comunidad de Madrid en el Hospital Universitario José Germain.
Pérez Ráez también se caracterizó por impulsar la actividad cultural de Leganés. Durante su mandato se abrieron centros cívicos como el Rigoberta Menchú en Zarzaquemada (1993), el José Saramago en San Nicasio (2006) y el Enrique Tierno Galván en La Fortuna, y se impulsaron programas culturales para organizar conciertos, obras teatrales y ferias en la localidad. En 2005 se inauguró el Museo de Escultura al Aire Libre, impulsado por el escultor Luis Arencibia.
En junio de 2006, Pérez Ráez anunció que no iba a presentarse a la reelección en las municipales de 2007. Meses después renunció a la secretaría general de la agrupación socialista de Leganés: tanto el exalcalde como el PSM impulsaron la candidatura del abogado Rafael Gómez Montoya, pero la mayoría de la militancia local apoyaba al concejal de Hacienda, Luciano Represa, e impulsó una moción de censura en la agrupación. Finalmente, Gómez Montoya fue elegido candidato.
En 2010 tuvo que declarar ante el Tribunal Superior de Justicia de Madrid, en el marco del «caso Cuadrifolio», por una presunta adjudicación irregular en 2007 a la empresa de eventos Cuadrifolio, valorada en 101.478 euros. Tras varios años de investigación, Pérez Ráez fue absuelto en 2014 al no hallarse indicios de delito.